# EXAFS
EXAFS is een afkorting voor Extended X-ray Absorption Fine Structure en is een techniek waarmee de structuur van de onmiddellijke omgeving van een bepaald atoom bestudeerd kan worden.

## Röntgenabsorptie
Wanneer materie blootgesteld wordt aan röntgenstraling kunnen er een aantal processen plaatsvinden:
- ongestoorde transmissie
- elastische strooiing
- inelastische strooiing
- absorptie

In het laatste geval, waarvan EXAFS een toepassing is, wordt de energie van het röntgenfoton in zijn geheel opgenomen en het foton verdwijnt.
Een veel bekendere techniek voor structuuropheldering, röntgendiffractie, maakt gebruikt van het tweede effect, elastische strooiing, waarbij het foton alleen maar van richting verandert na een botsing met de elektronen van het materiaal dat onderzocht wordt.

### De absorptiekant
In de regel gebeurt absorptie doordat een elektron in een van de binnenbanen van een atoom in een veel hogere energietoestand overgaat. Daartoe is een heel specifieke energie vereist. Indien een foton net te weinig energie heeft voor dit proces gebeurt er niets. Is de energie voldoende of zelfs iets te veel, dan is de kans groot dat het foton opgeslorpt wordt. Als een functie van de energie (of de golflengte) maakt de absorptie daarom een scherpe sprong, de absorptiekant geheten.

### De fijnstructuur
Voorbij deze scherpe kant neemt de absorptie geleidelijk weer af maar met een aantal golfachtige fluctuaties. Deze fluctuaties hangen sterk af van de onmiddellijke omgeving van het atoom waar het absorptieproces plaats heeft. Deze fijnstructuur van de absorptie kan daarom structurele informatie opleveren over de omgeving van het atoom.
Anders dan bij diffractie is de structurele informatie van EXAFS niet afhankelijk van de vraag of het materiaal een goed geordend kristal is. De techniek werkt dus ook op glazen en vloeistoffen.
Een ander verschil met diffractie is dat de techniek element-specifiek is. Ieder element heeft andere absorptieënergieën. Het is dus bijvoorbeeld mogelijk om in de onmiddellijke omgeving van het ijzeratoom in een eiwit als myoglobine te kijken.
Net als bij diffractie is de ontrafeling van de informatie wel afhankelijk van de vraag of men een goed model voor de structuur kan bedenken. Met zo'n model is het mogelijk de fijnstructuur te berekenen. Omgekeerd is het niet mogelijk; vanuit de fijnstructuur kan de structuur niet berekend worden.
EXAFS heeft vooral een grote vlucht genomen door het beschikbaar worden van synchrotronstraling omdat dit een bijzonder sterke lichtbron van iedere gewenste golflengte is.